# Holzheim (Göppingen)
Holzheim ist ein Stadtbezirk der Kreisstadt Göppingen in Baden-Württemberg. Er besteht aus den ehemaligen Gemeinden Holzheim und St. Gotthardt sowie den Ortsteilen Manzen und Ursenwang.

## Geographische Lage
Der Bezirk Holzheim liegt auf etwa 400 m Höhe über N.N. am Weilerbach, einem linken Nebengewässer der Fils der am Wasserberg in der Nähe von Schlat entspringt. Parallel dazu verläuft die L1218 zwischen Göppingen und Schlat.

## Geschichte
Im Jahr 1143 wurde Holzheim zum ersten Mal urkundlich erwähnt, man geht allerdings davon aus, dass die Entstehung der Siedlung schon viel früher zur Zeit der alamannischen Landnahme erfolgt sein muss.

1463 ist die St.-Bernhard-Kirche erstmals als Kapelle schriftlich erwähnt.

Im Pfarrbericht des Jahres 1827 wird noch eine weitgehend intakte bäuerliche Dorfgemeinschaft von 610 Einwohnern, die bis auf einen Katholiken alle protestantischer Konfession sind, geschildert.

Am 12. Mai 1838 wurde wegen der anhaltenden Finanzmisere der kleinen Nachbargemeinde St. Gotthardt die beiden Gemeinden zur Gesamtgemeinde Holzheim zusammengeschlossen.

Am 1. April 1939 wurde Holzheim nach Göppingen eingemeindet.

Im Jahr 1953 wurde Manzen gegründet, 1962 Ursenwang. Beide Ortsteile waren von Anfang an als reine Wohnsiedlungen geplant.
Das ehemalige Milchhäusle in Holzheim ist heute in Privatbesitz und beherbergt ein kleines Museum.

## Einwohner
Im Januar 2005 lebten in Alt-Holzheim ca. 3160 Einwohner, in St. Gotthardt ca. 500, in Manzen ca. 1910 und in Ursenwang über 2100.

## Verkehr
Der Bahnhof Göppingen-Holzheim auf der Voralbbahn (Stillgelegt am 15. Dezember 1997) nach Bad Boll und in die andere Richtung zum Bahnhof Göppingen ist seit dem 15. Dezember 1997 stillgelegt.
Die ehemalige Buslinie 3 des Omnibusverkehrs Göppingen hatte in Holzheim vier Haltestellen, unter anderem eine am ehemaligen Bahnhof. Mit der Integration in die VVS im Januar 2021 wurde die Buslinie zur 980.

## Politik
Der Vorsitzende des Bezirksbeirats Holzheim ist der Göppinger Oberbürgermeister Alexander Maier, die Stellvertretende Vorsitzende ist Bezirksamtsleiterin Marion Daume. Vertreter des Stadtbezirks Holzheim im Gemeinderat und zugleich Bezirksbeiräte sind Volker Allmendinger, Jürgen Augst, Wolfgang Aupperle (alle CDU) und Klaus Rollmann (FDP/FW). Weitere Vertreterin des Stadtbezirks im Gemeinderat ist Magdalene Lutz-Rolf (GRÜNE).
Der Bezirksbeirat umfasst 12 Mitglieder und setzt sich derzeit wie folgt zusammen: CDU(5), SPD(3), FDP/FW(2), VUB(1), GRÜNE (1).

## Religion
Die beiden evangelischen Kirchengemeinden Holzheim und St. Gotthardt und die ehemalige evangelische Kirchengemeinde Manzen-Ursenwang, seit 2017 Manzen-Ursenwang-Schlat, gehören zum Kirchenbezirk Göppingen. Seit der Reformation betreut die Pfarrstelle Holzheim auch die Gemeindeglieder in St. Gotthardt, bis 1863 auch die in Kleineislingen, dem Eislinger Ortsteil südlich der Fils.

## Kirchen
Evangelische St.-Bernhards-Kirche Holzheim
Kirchlich gehörte Holzheim zunächst zur Oberhofenkirche. 1555 wurde eine eigene Pfarrei zusammen mit St. Gotthardt errichtet. Eine Kapelle St. Bernhard wurde in Holzheim bereits 1463 erwähnt. Sie wurde zur spätgotischen Pfarrkirche erweitert. Diese hat einen kreuzgewölbten Chor. Das Schiff wurde 1671 nach Norden und Westen erweitert und dort mit einer Zweiseiten-Empore versehen. 1878 wurde die Kirche renoviert, dabei erhielt sie einen westlichen Dachreiter. Der Glaskünstler Wolf-Dieter Kohler gestaltete 1977 die vier gotischen Chorfenster mit den Motiven Geburt und Taufe Jesu; Leiden, Tod und Auferstehung Jesu; Zweifel und Beauftragung der Jünger, Himmelfahrt Jesu; das Evangelium breitet sich aus und verändert Menschen. Die Künstlerin Ingrid Seddig schuf 1967 den Metall-Taufsteindeckel mit dem Christusmonogramm. Den Nord-Anbau und die Außenrenovierung 1994 besorgte Architekt Heinz Bauer aus Ebersbach, Architekt Daniel Keller aus Süßen 2005 die Innenrenovierung und das Design des Altarbereichs. Im Jahr 2017 wurde neben der Kirche das neue Gemeindehaus eingeweiht. Das Pfarramt Holzheim betreut seit der Reformation auch die Kirchengemeinde St. Gotthardt,
Evangelische Kirche St. Gotthardt
Kirchlich gehörte St. Gotthardt zunächst zur Oberhofenkirche. 1555 wurde St. Gotthardt zusammen mit Holzheim eigene Pfarrei. Die Kapelle in St. Gotthardt, 1479 mit einer Kaplanei versehen, war wohl eine Wallfahrtskirche, die um 1350 vom in Söldnerdiensten in die Toskana gereisten Seifried von Zillenhardt, Ritter auf der nahegelegenen Burg Zillenhart, im Rahmen der damaligen Gotthardt-Verehrung erbaut wurde und dem danach entstehenden einzigen Ort dieses Namens nördlich der Alpen und außerhalb Norditaliens und Österreichs ihren Namen gab. Aus dieser Zeit stammt die kleinere der beiden Glocken. Ein Fresko-Rest (Geißelung Jesu) und Bodenfliesen von 1500 wurden 1993 bei der Kirchenrenovierung freigelegt. Der Glaskünstler Wolf-Dieter Kohler gestaltete 1973 das Rundfenster in der Altarwand mit dem Ostermotiv der drei Frauen am leeren Christusgrab. Das Kirchlein ist nach der romanischen evangelischen Stiftskirche Faurndau das zweitälteste Gebäude im heutigen Göppingen. Seit der Reformation wird die Kirchengemeinde St. Gotthardt vom Pfarramt Holzheim betreut. Die manchmal aufgestellte Behauptung, St. Gotthardt sei zeitweise eine eigene Pfarrei gewesen, beruht auf einem Deutungs-Irrtum einer Notiz von 1907. 1987 wurde ein Bauernhaus neben der Kirche nach aufwändigem Umbau als Gemeindehaus eingeweiht.
Evangelische Johanneskirche Manzen
Manzen wurde ab 1952, Ursenwang ab 1961 auf der Gemarkung Holzheim der Stadt Göppingen als neue Stadtteile angelegt. Die evangelischen Bewohner dieser Stadtteile gehörten daher zunächst zur Kirchengemeinde Holzheim, 1954 zu deren Filialkirchengemeinde St. Gotthardt. 1969 wurde Manzen-Ursenwang zur selbständigen Kirchengemeinde erhoben. 1975 wurde eine eigene Pfarrei errichtet und in Manzen durch Architekt Jan Beng Oei aus Fellbach das Gemeindezentrum mit Johanneskirche gebaut. Die ungegenständlichen Betonglasfenster schuf die Künstlerin Annerose Schmidt-Weber aus Freudenstadt-Christophstal. 1990 wurde ein freistehender Glockenturm an das Gemeindezentrum dazugebaut. Daneben liegen Mitarbeiterwohnungen und das Pfarrhaus.

## Schulen und Kindergärten
Grundschule Holzheim, Ursenwangschule (Grund- und Hauptschule, Werkrealschule), Evangelischer Kindergarten Holzheim („Lummerland“), Städtischer Kindergarten Holzheim („Pfiffikus“), Evangelischer Kindergarten Manzen („Schatzkiste“), Katholischer Kindergarten Hl.Geist (Ursenwang)
Geschichte der Grundschule Holzheim
- 1581 erste schriftliche Hinweise zum Schulbetrieb im Ort
- 1683 erste Spuren eines Schulbetriebs im Haus von Schulmeister Leonhard Späth – heute Pfarrsteige 4
- 1793 Bau des ersten Schulhauses beim Felbenbrunnen (unterhalb der Pfarrsteige). Es wurde bis 1871 genutzt
- 1870–71 wird in den Rittliwiesen das Schul- und Rathaus gebaut, welches heute noch in Benutzung ist
- 1899 Anbau eines weiteren Unterrichtsraumes an der Südseite, die Schule wird zur 3-klassigen Volksschule
- 1911 entstehen durch Stockaufbau zwei weitere Unterrichtsräume, die Schule wird 4-klassig
- 1966 Neubau von zwei Pavillons
- 1973/74 Holzheim wird zur Zweigstelle der Schiller-Realschule. Die Hauptschule Holzheim wird mit der vom Bodenfeld zusammengeschlossen; die Grundschule zieht in die Pavillons um
- 1978 wird das Rektorat ins Bodenfeld verlegt, Holzheim wird Nebenstelle, die Holzheimer Hauptschüler werden nach Ursenwang verlegt
- 1984 zieht die Hermann-Hesse-Realschule um ins Bodenfeld, die Grundschule kehrt zurück in das alte Schulhaus
- seit 1994 ist die Grundschule Holzheim selbständig.

## Vereine
- TV Holzheim 1885 e. V.: Der TV Holzheim wurde 1885 gegründet. Er ist mit über 900 Mitgliedern der drittgrößte Sportverein in der Stadt Göppingen. Er besteht aus den Abteilungen Handball, Turnen und Leichtathletik, Kultur, Tennis, Budo, Gymnastik und Freizeitsport. Eine Besonderheit für die Holzheimer ist das vereinseigene Freibad, das für die gesamte Bevölkerung zugänglich ist.
- Musikvereinigung Göppingen-Holzheim e. V.: Die MV GP-Holzheim wurde 1977 als MV St.Paul im benachbarten Bodenfeld gegründet. 2005 erfolgte der Umzug nach Holzheim. Die 70 aktiven Mitglieder musizieren in einer Jugendkapelle und dem Aktiven Blasorchester. Die Ausbildung junger Musiker und die Freizeitgestaltung in der Jugendarbeit stehen im Mittelpunkt der Vereinsarbeit.
- DLRG OG Göppingen-Holzheim: 1950 wurde die Ortsgruppe Holzheim unter dem 1. Vorsitzenden Dr. Walter Bier gegründet. Sie bildet Schwimmanfänger und Rettungsschwimmer aus. Auch die regelmäßigen Rettungswachen bei der BSG Göppingen und dem Göppinger sowie Holzheimer Freibad sind Teil der Aufgaben.